# 中山神社 (恵那市)
中山神社（なかやまじんじゃ）は、岐阜県恵那市の串原に鎮座する神社。

## 祭神
- 主祭神　　（広国押武金日命　ヒロクニオシタケカナヒノミコト）
- 摂末社祭神（金山毘古神　カナヤマビコノカミ)・ （金山毘売神　カナヤマビメノカミ）

## 概要
- 本社　　　　縦一間四尺、横三間
- 拝殿　　　　縦三間三尺、横二間一尺
- 神楽殿　　　縦三間四尺、横三間四尺
- 籠殿　　　　縦三間、横二間二尺
- 境内　　　　一千六百九坪　官有地第一種
- 境内神社　　八幡神社　祭神:品陀別尊　由緒:不詳　籠殿:縦三間、横二間二尺
- 氏子　　　　三百八十三戸

## 歴史
宣化天皇4年(539年)に大和国吉野郡の金峯神社から神霊を勧請して創建したと伝わる。
元は神仏混淆の中山観音で、串原城主であった串原遠山氏の祈願所であったが、
天正2年(1574年)に武田勝頼の東濃侵攻後に串原遠山氏が去った後は、村民の手で祭祀が続けられてきた。
元禄16年(1699年)に作成された「串原村指出帳」によると、
明治元年(1868年)の神仏分離令により、中山観音は中山神社となり、
それまで中山観音で祀られていた仏像は撤去されて、柿畑観音堂へ移されて祀られている。
明治12年(1879年)の「神社明細帳写」によると、
という時期もあったが、現在は串原のみの総氏神となっている。 

## 柿畑観音堂
明治初期に中山観音から移されて安置されている十一面観音立像は、一説によると、明治維新になるまで上矢作町の大船寺の聖観音座像と、矢作川を挟んで串原村の対岸の愛知県豊田市牛地町の駒山の小馬寺で祀られていた十一面観音像と、同じ一木から彫り出された三体の一つであるという。

## おいぬさま
社伝では、金峯山明神が犬の背に乗って中山にやって来たとされ、
中山神社では、山犬を御神使としており、土焼き製の山犬像を「おいぬさま」と称し難病、盗難、その他災厄の防護神としている。
村人に狐狸が取り憑いた時には「おいぬさま」を借りてくると離れると言われていた。
恵那郡史には、「往昔　吉野金峯山より蔵王大権現犬に駕して此の地に遷られ里人祠堂を建て奉祀したという。その御使として付近に狛犬が多かった。今、木根の山中に、おいぬ塚がある。(中略)　里民かくて狛犬を尊崇して　おいぬさまと称し、狐狸などの憑きたるには、神前のおいぬさまを借り受けて祀れば、忽ち離るるとして爾来その風を有している。同社の祭礼に諸国より詣でる者多く、おいぬさまを返し或いは奉じて帰るのである。」との記述がある。
串原の木根の山中には、おいぬ塚があり、大きな岩に数個の獣の足跡の様な窪みがある。
矢作川水系上流域では、陶製の狛犬を屋敷内に祀る習慣があり、柱頭に作りつけた小さな祠の様な物に安置するのが一般的である。
10月19日の中山神社の祭礼に持参し、祈祷を受けて持ち帰る。集落代參の形式も多いが、個人で来る者も少なくない。
この信仰の分布圏は、矢作川水系上流地方に集中しているが、
長野県下伊那郡の、根羽村、泰阜村、売木村の旧・豊村、阿智村の旧・浪合村、阿南町の旧・大下條村
愛知県北設楽郡の、設楽町の旧・名倉村と旧・津具村、東栄町の旧・古戸村、
豊田市の、旧・旭町、旧・稲武町、旧・足助町、旧・下山村、旧・松平町、旧・猿投町、旧・藤岡村、旧・小原村
その他岡崎市、新城市、豊川市、瀬戸市、春日井市、名古屋市東部、岐阜県恵那市(木曽川以南)、瑞浪市、土岐市、多治見市といった広い地域にわたって影響を与えている。
おいぬさまの神札を出しているのは東京都奥多摩町の御嶽山にある大口真神や、埼玉県秩父市の三峯神社の「おいぬさま」、静岡県浜松市天竜区水窪町の「山住さん」などがあるが、陶製・瓦製の狛犬を出しているのは中山神社だけであるという。
このことは陶器の産地である東濃や瀬戸が近くにあるために、独特の山犬風の姿が造られるようになったものと考えられる。

## 祭事
毎年10月第3日曜日の中山神社の大祭では、武田勢を迎え撃つ串原弥左衛門が、味方の士気を鼓舞するため太鼓を乱打し続けた故事に因み、五穀豊穣、無病息災を祈願し、勇壮な中山太鼓が、花馬とともに披露される。

## 指定文化財・天然記念物

### 岐阜県指定重要文化財
- 中山太鼓　(無形民俗文化財　第45号）　昭和58年2月25日指定

### 岐阜県指定天然記念物
- 中山神社社叢　(植物天然記念物　第206号)　昭和63年1月12日指定

境内に自生する樹木はいずれも300年以上の樹齢を保ち、群生する自然生態として貴重な存在である。

### 恵那市指定文化財
- (彫刻)　狛犬　室町時代以降
- (彫刻)　木彫十一面観音立像　元禄10年(1697年) - 現在は柿畑観音堂にある。
- (彫刻)　木彫三十三体仏　　元禄15年(1702年) - 現在は柿畑観音堂にある。

## ギャラリー

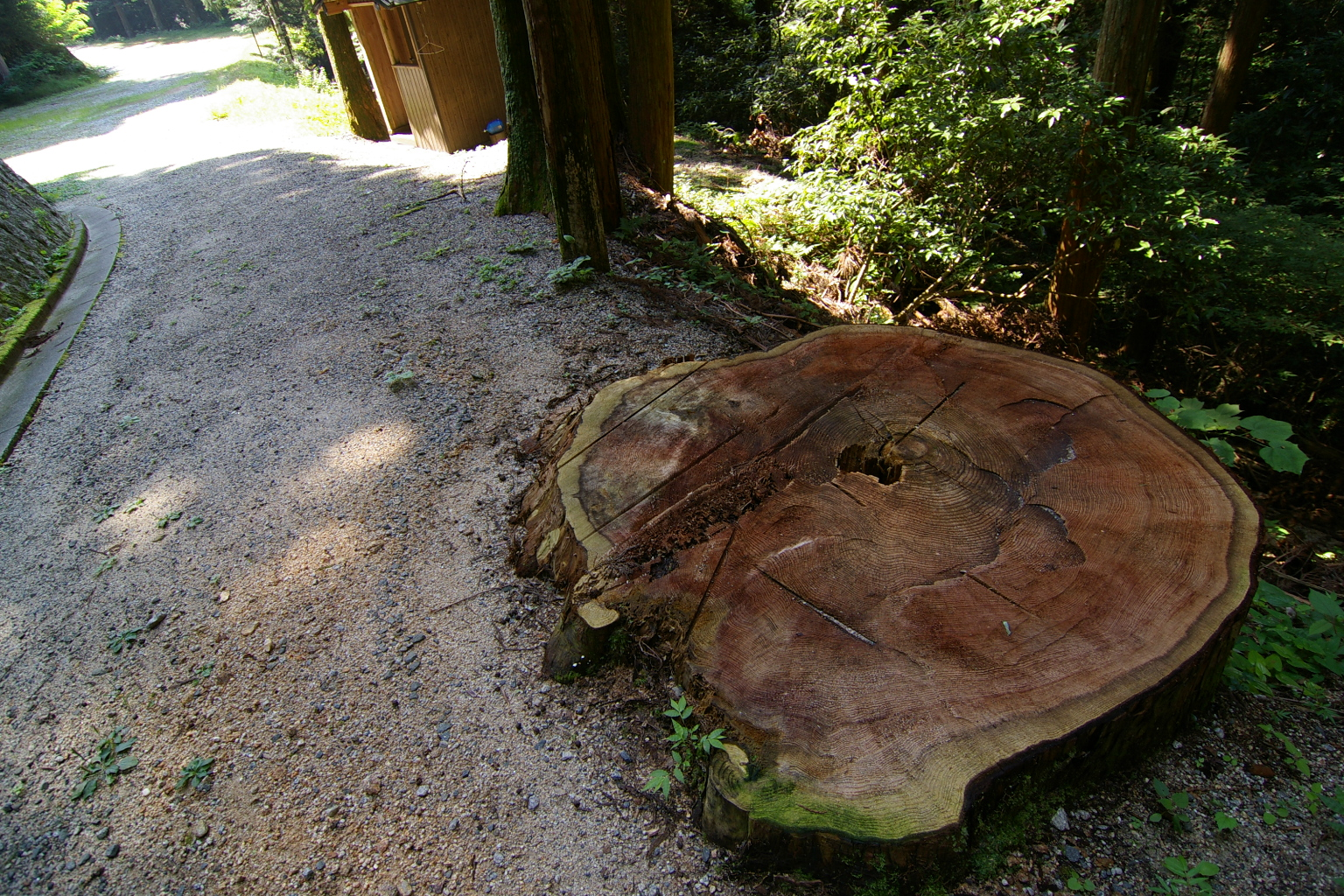
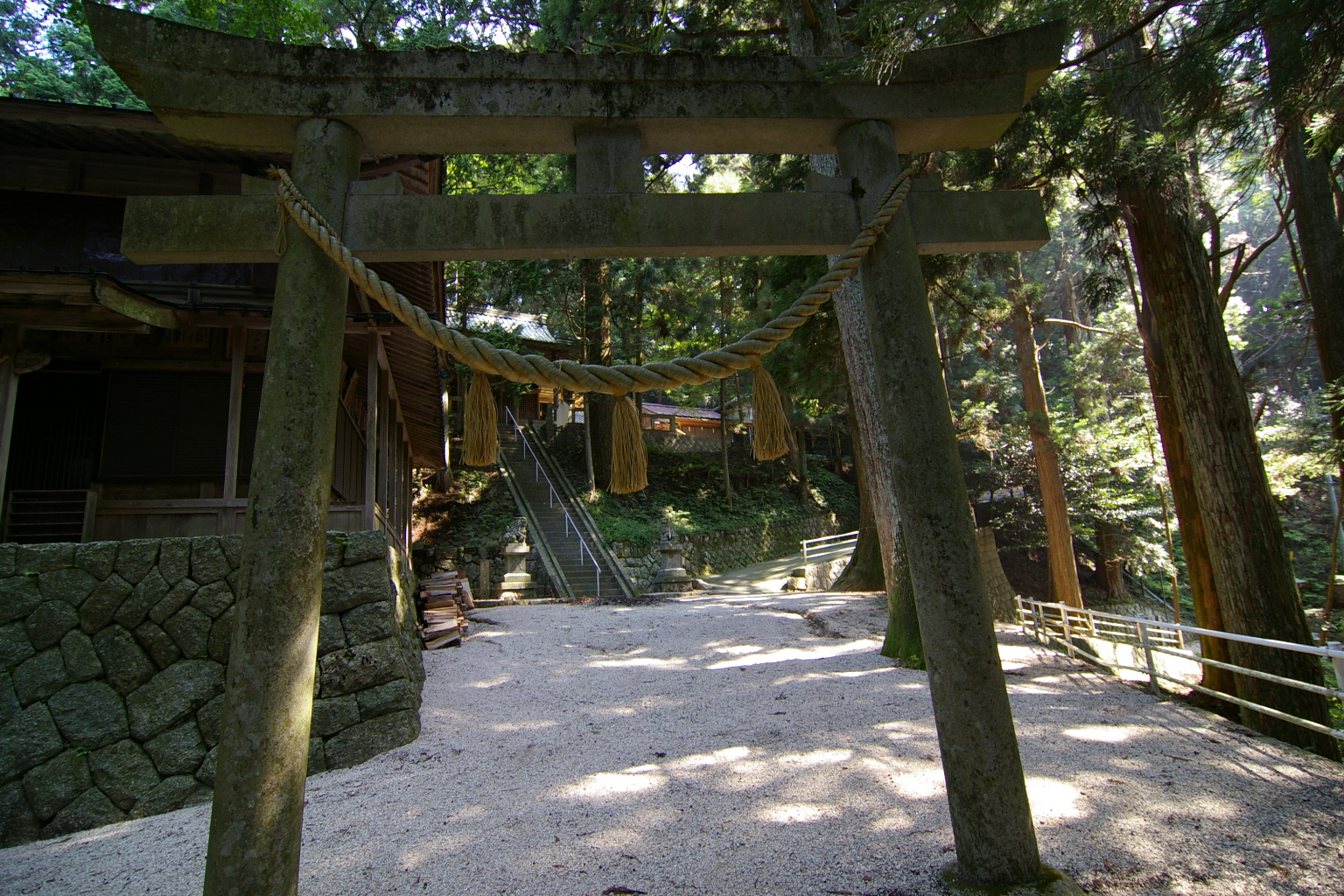
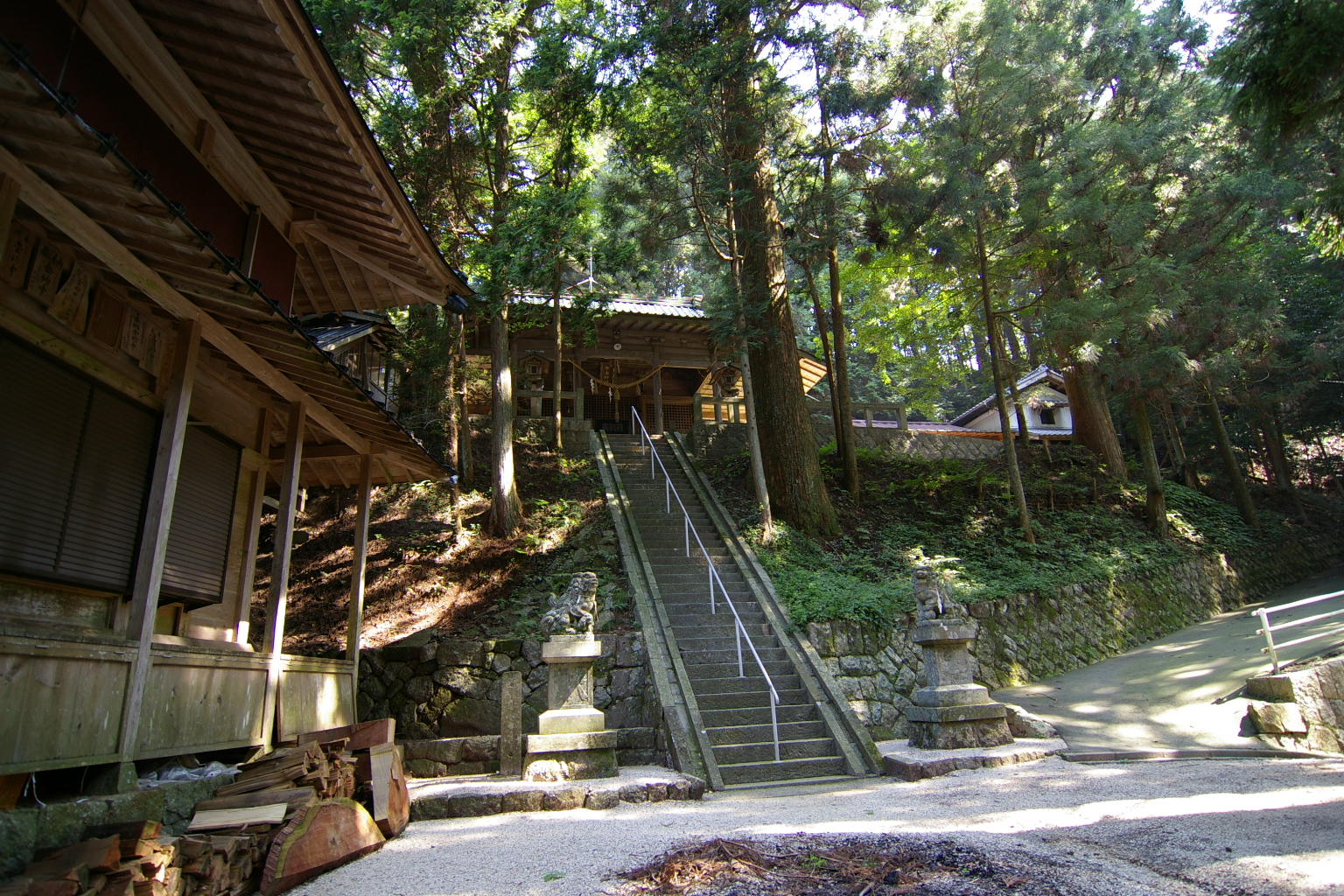